# Lithostege amseli
Lithostege amseli là một loài bướm đêm trong họ Geometridae.